# Yui Ogura
Yui Ogura (小倉 唯  Ogura Yui?) (15 de agosto de 1995) es una actriz, seiyū y cantante japonesa de la prefectura de Gunma. Está afiliada a Style Cube.

## Carrera
Es miembro del dúo idol YuiKaori junto a Kaori Ishihara, y fue parte de la unidad StylipS (también con Kaori, junto con Arisa Noto y Maho Matsunaga).  Como solista, su sencillo "Raise", que es el tema de cierre para el anime Campione!, alcanzó el número 8 en el Oricon chart 2012. En el año 2016, cambió de agencia de Sigma Seven a Clare Voice. Como una actriz de doblaje, ha retratado a los personajes de anime como Hinata Hakamada en Ro-Kyu-Bu!, Yunoha a Thru en Aquarion Evol, Kokona Aoba en Yama no Susume y Tsukiko Tsutsukakushi en Hentai Ōji to Warawanai Neko. El 31 de marzo de 2017, se anunció que YuiKaori detendría sus actividades para que pudieran concentrarse en sus carreras en solitario. En 2022, Ogura pasó de ser de  King Records a Nippon Columbia.

## Filmografía

### Anime
| Título                                          | Rol                            | Ref.          |
| ----------------------------------------------- | ------------------------------ | ------------- |
| Yumeiro Patissiere                              | Ringo Koizumi, Mint            | [ 8 ]         |
| Kaitō Reinya 怪盗レーニャ                       | Wappa                          | [ 8 ]         |
| Maid Sama!                                      | Varios personajes              | [ 8 ]         |
| Kissxsis                                        | Girl                           | [ 8 ]         |
| Oreimo                                          | hermana menor de Kuroneko      | [ 8 ] [ 9 ]   |
| Sket Dance                                      | Suzu Chūma                     | [ 8 ]         |
| Ro-Kyu-Bu! series                               | Hinata Hakamada                | [ 10 ]        |
| Goblin Slayer                                   | Sacerdotisa                    |               |
| Heaven's Memo Pad                               | Alice                          | [ 11 ]        |
| Mayo Chiki!                                     | Choco                          | [ 8 ] [ 9 ]   |
| C³                                              | Kuroe Ningyohara               | [ 12 ]        |
| High School D×D series                          | Katase                         | [ 8 ] [ 9 ]   |
| Aquarion Evol                                   | Yunoha Suroor                  | [ 8 ] [ 13 ]  |
| Saki Achiga-hen Episode of Side-A               | Toki Onjōji                    | [ 8 ] [ 9 ]   |
| Tsuritama                                       | Sakura Usami                   | [ 8 ]         |
| Hyōka                                           | Kayo Zenna                     | [ 8 ] [ 9 ]   |
| Nakaimo - My Sister is Among Them!              | Yuzurina Hosho                 | [ 8 ]         |
| Campione!                                       | Athena                         | [ 8 ] [ 14 ]  |
| The Ambition of Oda Nobuna                      | Takenaka Hanbei                | [ 8 ] [ 9 ]   |
| Sakura-sō no Pet na Kanojo                      | Yūko Kanda                     | [ 8 ] [ 9 ]   |
| Encouragement of Climb                          | Kokona Aoba                    | [ 15 ] [ 16 ] |
| Oreimo 2                                        | Tamaki Goko                    | [ 8 ] [ 9 ]   |
| The "Hentai" Prince and the Stony Cat           | Tsukiko Tsutsukakushi          | [ 17 ]        |
| Hyperdimension Neptunia: The Animation          | Rom                            | [ 8 ] [ 9 ]   |
| Yozakura Quartet ~Hana no Uta~                  | Kohime Sakurano                | [ 8 ]         |
| Unbreakable Machine-Doll                        | Komurasaki                     | [ 18 ]        |
| Recently, My Sister Is Unusual                  | Hiyori Kotobuki                | [ 19 ]        |
| Z/X Ignition                                    | Azumi Kagamihara               | [ 8 ] [ 9 ]   |
| Inu Neko Hour: 47 Todoufuken R                  | Gunma Dog                      | [ 8 ]         |
| Black Bullet                                    | Midori Fuse                    | [ 8 ] [ 9 ]   |
| Cross Ange                                      | Chris                          | [ 20 ]        |
| Girl Friend Beta                                | Momoko Asahina                 | [ 8 ] [ 9 ]   |
| Yurikuma Arashi                                 | Sumika Izumino                 | [ 21 ]        |
| Dog Days                                        | Aria                           | [ 8 ]         |
| World Break: Aria of Curse for a Holy Swordsman | Maya Shimon                    | [ 22 ]        |
| Teekyu series                                   | Tomarin                        | [ 8 ] [ 23 ]  |
| Castle Town Dandelion                           | Hikari Sakurada                | [ 24 ]        |
| Wooser's Hand-to-Mouth Life: Mugen-hen          | Various characters             | [ 8 ]         |
| Shimoneta                                       | Binkan-chan                    | [ 8 ] [ 25 ]  |
| Ultra Super Anime Time                          | Sumaco                         | [ 26 ] [ 27 ] |
| Cardfight!! Vanguard G: Stride Gate             | Remy Altena                    | [ 8 ] [ 28 ]  |
| Sōsei no Onmyōji                                | Miku Zeze                      | [ 29 ] [ 9 ]  |
| Regalia: The Three Sacred Stars                 | Tia, Aurea                     | [ 8 ] [ 30 ]  |
| Vivid Strike!                                   | Rinne Berlinetta               | [ 31 ]        |
| Hinako Note                                     | Mayuki Hiiragi                 | [ 32 ]        |
| Masamune-kun no Revenge                         | Kinue Hayase                   | [ 8 ] [ 9 ]   |
| Schoolgirl Strikers: Animation Channel          | Mana Namori                    | [ 33 ]        |
| Konosuba                                        | 同級生を名乗る女／アクシズ教徒 | [ 8 ]         |
| Sin Nanatsu no Taizai                           | Beelzebub                      | [ 34 ]        |
| UQ Holder!                                      | Karin Yuuki                    | [ 35 ]        |
| Hina Logi from Luck & Logic                     | Karin Kiritani                 | [ 36 ]        |
| Tsurezure Children                              | Ayaka Kamine                   | [ 37 ]        |
| Hajimete no Gal                                 | Nene Fujinoki                  | [ 38 ]        |
| Karakai Jōzu no Takagi-san                      | Sanae                          | [ 39 ]        |
| HUGtto! PreCure                                 | Homare Kagayaki/Cure Étoile    | [ 40 ]        |
| The Ryuo's Work is Never Done!                  | Charlotte Izoard               | [ 41 ]        |
| Black Clover                                    | Vanica Zogratis                |               |
| Magia Record                                    | Sana Futaba                    |               |

### Videojuegos
- Magia Record como Sana Futaba
- Honkai: Star Rail como March 7th.[42]
- Blue Archive como Shiroko Sunaookami